# 1993 في التشيك
فيما يلي قوائم الأحداث التي وقعت خلال عام 1993 في التشيك.

## سياسة

### تعيين في المنصب
- 1 يناير – بيتر نيكاس عضو مجلس النواب جمهورية التشيك.
- 1 يناير – فاتسلاف كلاوس رئيس وزراء جمهورية التشيك.
- 2 فبراير – فاتسلاف هافيل رئيس جمهورية التشيك.

### انتهاء فترة المنصب
- 1 يناير – فاتسلاف كلاوس رئيس وزراء جمهورية التشيك.

## أفلام
من الأفلام التي صدرت هذه السنة في التشيك:
- 21 يناير – ستالينغراد من إخراج Joseph Vilsmaier [الإنجليزية]‏.

## مواليد

### يناير
- 5 يناير – ليوش بيتروفسكي لاعب كرة يد تشيكي.

### مارس
- 7 مارس – دينيزا ألرتوفا لاعبة كرة مضرب تشيكية.

### أبريل
- 8 أبريل – ياكوب كورنفيل متسابق دراجات نارية تشيكي.

### مايو
- 15 مايو – توماس كالاس لاعب كرة قدم تشيكي.

### يونيو
- 27 يونيو – غابريلا غونشيكوفا مغنية تشيكية.

### يوليو
- 10 يوليو – جيري فيسلي لاعب كرة مضرب تشيكي.
- 29 يوليو – نيكول ميليتشار لاعبة كرة مضرب أمريكية.

### ديسمبر
- 25 ديسمبر – غابرييلا فرانكوفا
- 28 ديسمبر – توماش باباك لاعب كرة يد تشيكي.

### يوليو
- 19 يوليو – إلمار كلوس (مواليد 1910)

### سبتمبر
- 13 سبتمبر – بافيل كوبا (مواليد 1938) لاعب كرة قدم تشيكي.